# 宇波刀神社 (安八町)
宇波刀神社（うばとじんじゃ）は、岐阜県安八郡安八町にある神社。
式内社の美濃国安八郡宇波刀神社の論社である（別の論社は、安八郡神戸町の宇波刀神社 「うわとじんじゃ」）。旧社格は郷社。

## 沿革・概略
創建時期は不明。垂仁天皇の頃、天照大神の御霊代を祀る地を探していた倭姫命は、美濃国伊久良河宮（現天神神社）から尾張国へ向かうさいこの地に立ち寄ったのが最初という。別説では伊久良河宮はこの宇波刀神社のことという。宝物の神鏡の裏面に伊久良河宮宇波刀神社内宮の文字がある。
この地域は水害が多く、幾度と無く被害を受けている。元の鎮座地は不明であるが、慶長8年（1603年）に移転した記録がある（現在地の北東約200m）。江戸時代は尾張藩の保護を受けていた。
- 大正14年（1924年）、木曽川上流改修工事により境内が河川敷になるため移転する。
- 昭和8年（1933年）、長良川の堤防増築により境内が堤防になるため移転する。
- 昭和9年（1934年）、犀川改修工事のため現在地に移転する。

## 祭神
- 天照大神
- 豊受大神
- 倭姫命
- 家津御子神

## 交通機関
- 名阪近鉄バス岐垣線（岐阜聖徳学園大学・岐阜流通センター方面）「墨俣」バス停より約3km。または名阪近鉄バス羽島線（岐阜羽島駅方面）「南大森」バス停より約2.5km
- 岐阜バスおぶさ墨俣線「墨俣」バス停より約3km。
- 安八コミュニティバス「森部」バス停下車。徒歩5分。